# 新大嶼山巴士

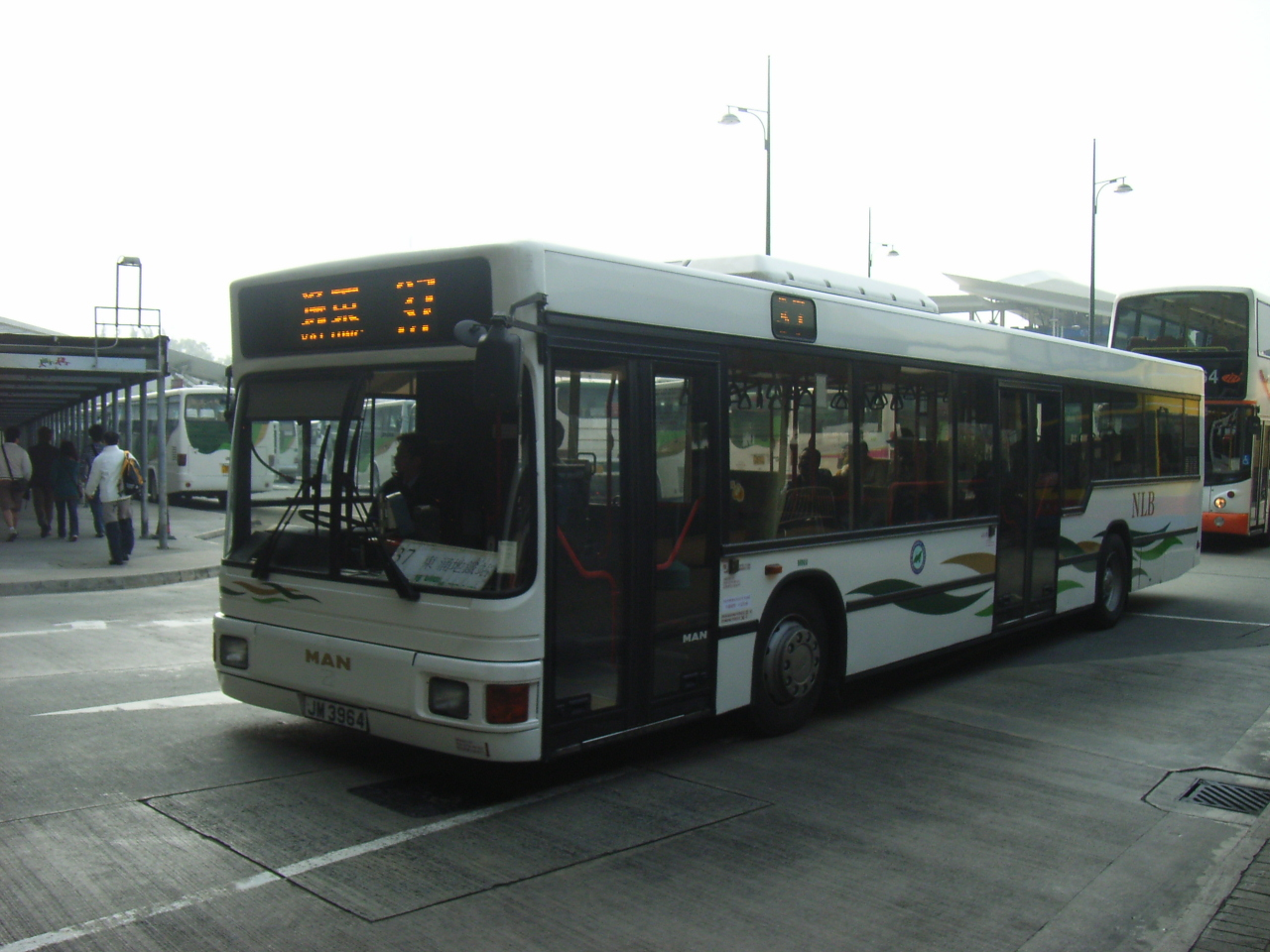
新大嶼山巴士（猛獅NL262/R型）

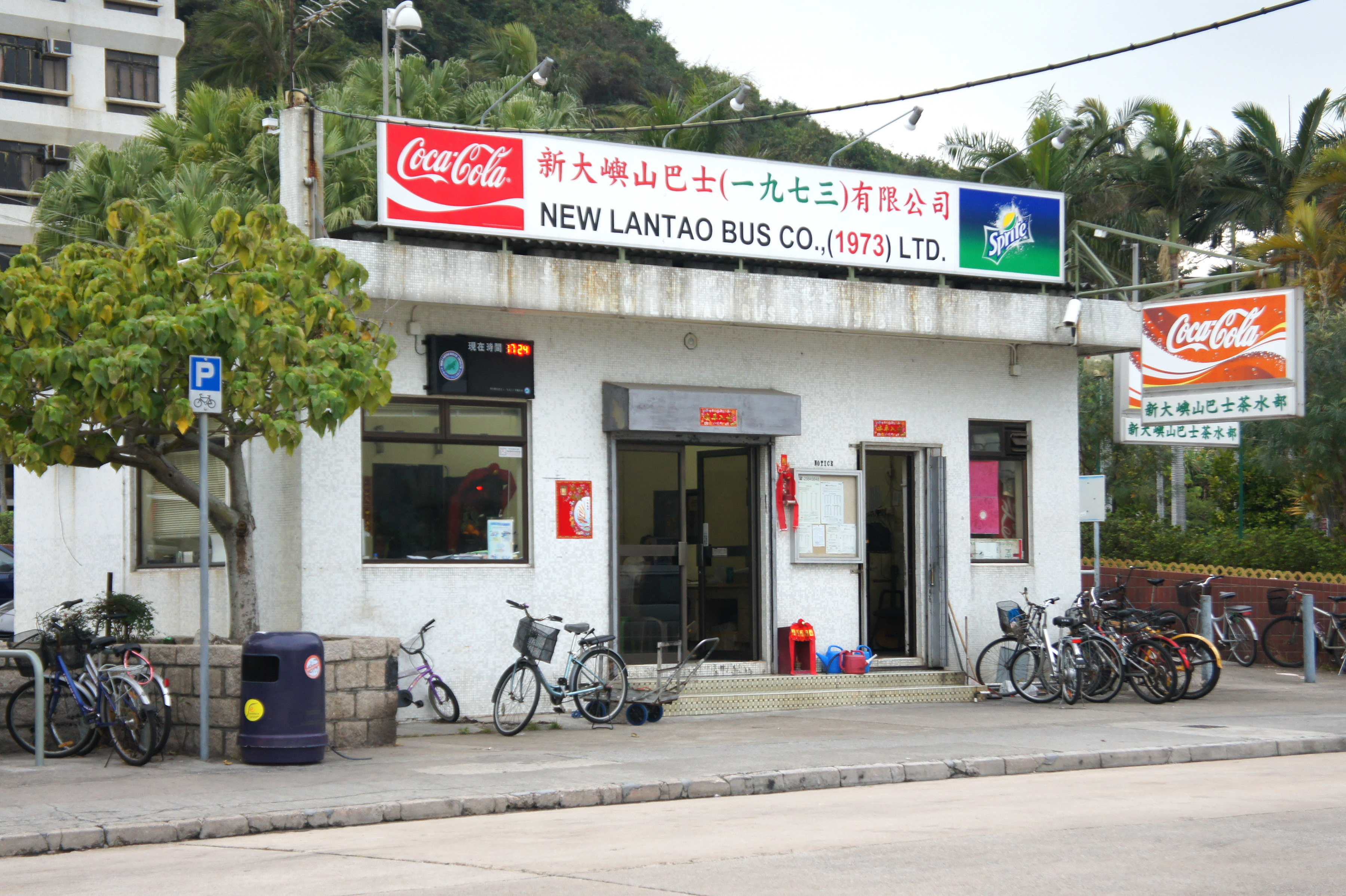
梅窩巴士總站的站長室及茶水部

新大嶼山巴士（1973）有限公司（英語：New Lantao Bus Company（1973）Limited，縮寫：NLB，簡稱：大嶼山巴士、嶼巴和新嶼巴），是香港第三間專營巴士公司，服務範圍主要於大嶼山，也經營元朗、天水圍來往深圳灣口岸的路線。新大嶼山巴士總經理為黃華。
新大嶼山巴士公司開辦了多條路線來往大嶼山梅窩、大澳、昂坪寶蓮寺、東涌及港珠澳大橋香港口岸等地，另外有一條機場巴士路線是由港珠澳大橋香港口岸/香港國際機場往返梅窩。除此之外，新大嶼山巴士亦有開辦一條由紅磡碼頭開往昂坪寶蓮寺，和三條分別由港鐵元朗站、天水圍天慈邨及天水圍天耀邨往返深圳灣口岸的路線。
據冠忠巴士集團年報披露，2012年營業額新大嶼山巴士有1.42億元，按年增長達7%，經營23條專利巴士路線。截至2019年4月，本公司擁有巴士共151輛。是香港規模最小的專營巴士公司。

## 歷史

### 1973年前的大嶼山巴士服務
大嶼山早期只是一個未開發的島嶼，主要村落散佈近海處，居民主要依賴水路交通。直至1950年代末期，政府需要在石壁興建石壁水塘以解決當年的水荒，因此政府同時開始興建由梅窩到石壁的第一條道路（大嶼山公路／嶼南道）。隨着道路的建成，九龍巴士於1960年4月22日在大嶼山開辦第一條巴士路線1號，最初由兩部巴士往來梅窩及長沙，並隨着道路的落成而兩度延長至水口及石壁。不過由於當時大嶼山相當偏僻，平日需求不多，假日則由於有大量市民往來大嶼山郊遊，導致當時有大量白牌車行走，對九巴1號線造成嚴重競爭，結果出現嚴重虧蝕，1965年11月1日起停止服務。
當九巴於1965年11月1日撤出大嶼山之時，離島四個鄉事委員會及當時白牌車的經營者已有計劃由九巴手上接辦該線，最後原有九巴行走大嶼山的五部巴士，售予鄉事委員會，並成立「大嶼山汽車有限公司」，於同年12月23日接辦原有九巴的大嶼山1號線，提供梅窩至石璧的服務，但仍然長期虧蝕，1969年9月該五個巴士牌照租予聯德巴士有限公司，原有五部巴士於同年10月全部退役。
1965至1971年間，大嶼山居民自行組織三間巴士公司（聯德、昂平及大澳巴士公司）去維持島上巴士服務：
- 聯德巴士：原名大嶼山巴士公司，於1965年成立，當年試圖接管當時九巴的巴士，但被鄉事委員會購入。1968年昂坪茶園與該公司合作並改稱聯德巴士公司，主要提供梅窩、昂平及羗山的服務。
- 昂平巴士：1966年9月25日由寶蓮寺成立，專門提供往來昂平的服務。
- 大澳巴士：1971年3月29日起配合大澳道啟用而提供往來大澳的巴士服務。

另外大浪灣村村民亦獲政府批准以一部巴士服務該村至梅窩，1971年1972年期間曾經有一部公共小巴行走，由大嶼山公共小型巴士公司營運。

### 新大嶼山巴士的成立
1971至1972年間為聯德、昂平及大澳巴士公司競爭最激烈時期，為爭奪客源而減價搶客，由梅窩至大澳的車費於1972年由3元減至1元，結果3間公司出現虧蝕，1973年5月11日，在當時的理民府安排下，3間巴士公司合併成新大嶼山巴士（1973）有限公司。同年7月22日，發生了新大嶼山巴士墮崖事故，釀成17死23傷，成為當時香港最多人死亡的車禍。1974年4月1日取得經營大嶼山巴士服務的專營權，成為香港第3間專利巴士公司，同年12月1日起正式編配路線號予旗下巴士路線。嶼巴成立時，開辦了多條巴士路線，由於當時大嶼山市民對外主要靠梅窩碼頭的船務往返香港島，故絕大部份嶼巴路線是以梅窩碼頭作為起訖點。

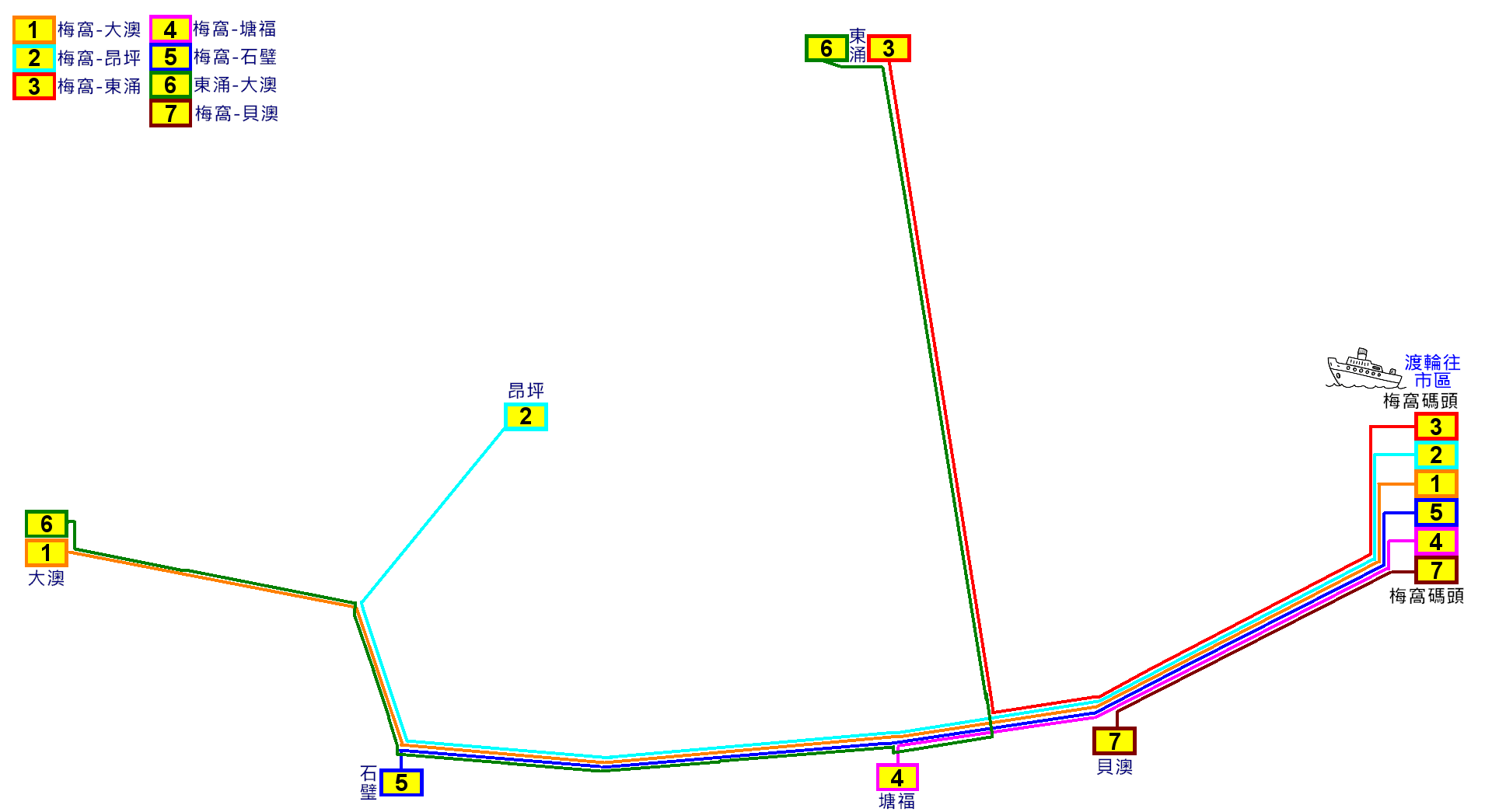
新大嶼山巴士在1980年代的路線網絡

早期新大嶼山巴士路線如下：
| 新大嶼山巴士開辦時路線資料 | 新大嶼山巴士開辦時路線資料 | 新大嶼山巴士開辦時路線資料 | 新大嶼山巴士開辦時路線資料                                              |
| 巴士路線                   | 出發地                     | 目的地                     | 備註                                                                    |
| -------------------------- | -------------------------- | -------------------------- | ----------------------------------------------------------------------- |
| 1                          | 梅窩碼頭                   | 大澳                       | 離島區及大嶼山首條巴士路線 1960年代曾由九巴營運                         |
| 2                          | 梅窩碼頭                   | 昂坪                       | 原由聯德巴士公司及昂平巴士公司聯合經營                                  |
| 3                          | 梅窩碼頭                   | 東涌舊碼頭                 | 原由聯德巴士公司經營                                                    |
| 4                          | 梅窩碼頭                   | 長沙                       | 原由聯德巴士公司經營 1980年9月延駛至塘福                                |
| 5                          | 梅窩碼頭                   | 大浪灣                     | 原本為大浪灣村民營運 此乃第1代的5號線，當時以宏貝道盡頭的大浪灣村為總站 |
| 6                          | 東涌舊碼頭                 | 大澳                       | 1979年9月開辦，只於上課日行走                                           |
| 7                          | 梅窩碼頭                   | 貝澳                       | 1983年9月開辦                                                           |

### 1990年代
嶼巴於1992年1月被冠忠巴士集團以4000萬港元全面收購，巴士亦開始更換為以日本五十鈴單層空調巴士為主力。
1997年東涌新市鎮首期落成及青馬大橋通車，以及1998年地鐵（2007年與九鐵合併為港鐵）東涌綫通車，大大縮短由香港市區往大嶼山的時間及路程。嶼巴遂大力拓展往來東涌新市鎮至大嶼山各區的路線，並在同年6月1日開辦N13通宵路線來往東涌和梅窩。
1998年7月6日，位於赤鱲角的新香港國際機場開幕，嶼巴開辦來往梅窩和機場的機場路線A35，並於同年11月1日將N13路線延長至機場，更改編號為N35線。同年引入三輛丹尼士飛鏢SLF型巴士行走機場路線，是該公司首批低地台巴士。
1999年4月1日，配合油麻地小輪中環至梅窩渡輪新增通宵班次，來往梅窩和大澳的1號線提供通宵服務，路線名為N1。

### 21世紀至今的發展

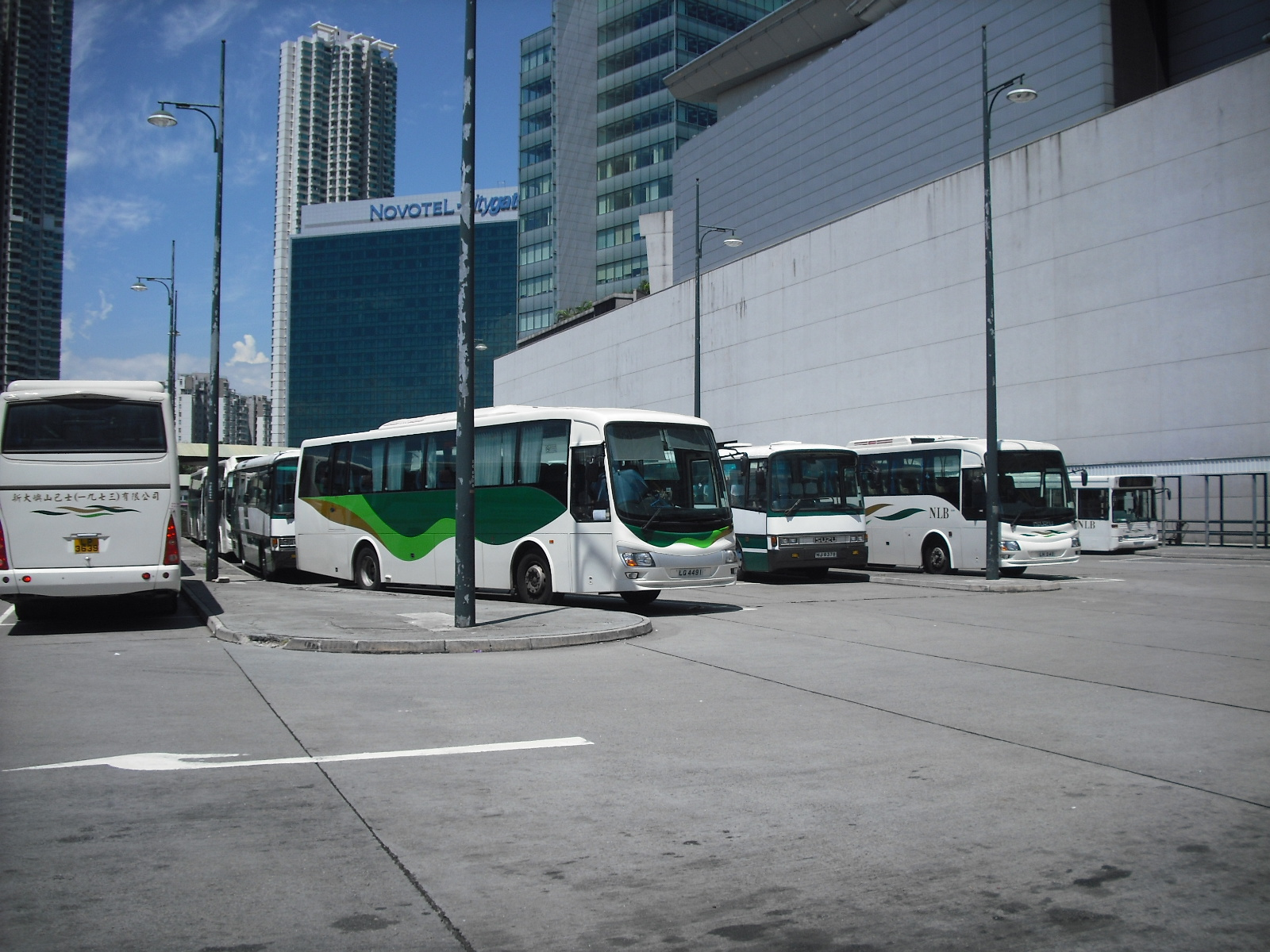
東涌市中心是新大嶼山巴士的主要「地盤」之一

2001年1月24日農曆新年，嶼巴開辦由紅磡碼頭往昂坪寶蓮寺的1R假日特別路線，成為嶼巴第一條在大嶼山以外作為起訖點的巴士路線。
2002年1月2日，因應香港迪士尼樂園動工興建，嶼巴開辦P1線來往青衣機鐵站與香港迪士尼樂園建築工地及36P線來往東涌地鐵站與香港迪士尼樂園建築工地。因應地鐵迪士尼綫啟用，此路線於2005年8月21日取消服務。
2007年初，因應深圳灣口岸即將落成啟用，運輸署公開招標兩條往來深圳灣口岸至屯門、元朗的巴士路線，並於2007年6月23日宣佈，嶼巴投得往來深圳灣口岸至元朗的巴士路線，編號為B2，於2007年7月1日傍晚起隨深港西部通道通車而投入服務，成為嶼巴於1974年4月1日起成為專利巴士公司以來，首次開辦兩邊總站均在大嶼山以外的專利巴士路線，原有行走東涌逸東邨的37、38線的德國MAN NL263單層特低地台空調巴士，亦全數被調走，改為行走B2線，因此為填補車隊空缺，嶼巴向城巴購買富豪B6LE，行走37、38線。
2013年3月3日，根據長者及合資格殘疾人士公共交通票價優惠計劃，年滿65歲長者使用長者或個人八達通及合資格殘疾人士使用「殘疾人士身分」個人八達通，每程收費只需HK$2；同日起原設長者平日折扣優惠的路線亦改為只限使用八達通方可繼續享用，使用現金付費回復只獲半價優惠（1及4號線的中途下車分段收費除外），長者平日折扣優惠（1、4、37系及38系路線除外）已於2021年4月4日起取消。
2018年4月，運輸署批准新大嶼山巴士使用雙層巴士行走東涌道，以配合梅窩的新居屋銀蔚苑及銀河苑即將落成入伙所帶來的新增交通需求。
2018年10月，新大嶼山巴士公司投得來往港珠澳大橋香港口岸至香港國際機場及港珠澳大橋香港口岸至滿東邨的巴士路綫，編號為B4及B6，並於2018年10月24日起營運。
2022年2月27日，根據優化後之長者及合資格殘疾人士公共交通票價優惠計劃，60-64歲香港居民使用「樂悠咭」，每程收費只需HK$2。
2024年8月25日，根據優化後之長者及合資格殘疾人士公共交通票價優惠計劃，60歲或以上香港居民（包括合資格殘疾人士）必須使用「樂悠咭」，方可享有每程HK$2優惠票價。

## 收費模式
所有巴士路線均有固定收費，大部分較長途路線亦有分段收費，並接受以港幣現金、八達通及AlipayHK付款，車上不設找續。除了東涌新市鎮區內路線34、36、37、37H、37M、38、39M、N37、N38、深圳灣口岸路線B2、B2P、B2X及港珠澳大橋香港口岸路線B4、B6外，其餘路線都分為平日（星期一至六）及假日（星期日及公眾假期）收費，並以後者較高。此舉是希望利用節假日時提高遊客佔乘客多數的車費，來補貼平日以當地居民為主要乘客時客量不足的問題。
此外，部分路線（例如路線1、N1、3M、4）設有雙向分段收費，乘客可以依實際乘搭路程繳付相應車資（如使用八達通或AlipayHK，請先通知車長調校收費器後，並顯示相關收費後才付款）。
嶼巴是有提供日票的專利巴士公司。日票分為「大嶼通」及「360海陸空全日通」。「大嶼通」日票可以於當天無限次乘搭嶼巴所有路線，平日售價HK$35，假日售價HK$55。「360海陸空全日通」套票則除一張與「大嶼通」相同功能的日票外，還包括昂坪360吊車單程車票一張，成人售價HK$160（標準車廂）／$275（水晶車廂），小童售價HK$75（標準車廂）／$135（水晶車廂），長者售價HK$105（標準車廂）／$160（水晶車廂）；「360海陸空全日通」套票則除一張與「大嶼通」相同功能的日票外，還包括昂坪360吊車來回車票一張及大澳小艇遊，成人售價HK$315（標準車廂）／$390（水晶車廂），小童售價HK$190（標準車廂）／$270（水晶車廂）因吊車公司配售關係，「360海陸空全日通」每日只限發售／換取合共約200張套票及只於09:30-15:00時段發售。
配合嶼巴於2021年4月4日凌晨起調整票價，銷售日票安排曾於同年4月2日起取消，但數天過後，嶼巴重新恢復出售日票至今，而日票收費亦沒有調整。

## 巴士車隊

### 簡介
截至2024年9月，新大嶼山巴士擁有服役中的載客巴士數目為162輛（不包括冠忠巴士集團所支援之巴士），當中可供輪椅使用者乘搭的低地台巴士佔整體車隊比率為62.42%。
- 非低地台單層空調巴士：48輛
- 低地台單層空調巴士：37輛
- 低地台雙層空調巴士：77輛

### 2000年代
2003年，新大嶼山巴士引入9輛德國猛獅NL263單層特低地台空調巴士，專門行走東涌逸東邨和東涌北的路線，如37線和38線（其中38線更是嶼巴中班次最密的巴士路線，最密2分鐘一班），是首間引入該款巴士的專利巴士公司。另外它亦向城巴購買了5輛猛獅NL262單層特低地台空調巴士。
2007年中，引入5輛德國猛獅歐盟4型單層雙門高地台巴士，全數已投入服務。同年末再引入10輛德國猛獅NL273歐盟4型單層特低地台空調巴士，全數用來行走深圳灣口岸B2系路線，該批巴士已於2008年投入服務。

### 2010年代
2010年下半年及2011年中，嶼巴分批引入9輛及5輛青年JNP6122GR型單層特低地台空調巴士（原為MAN NL323底盤配國產青年車身），以取代最後5輛1997年出牌的手動變速箱日本五十鈴巴士（ILS103、104、106、107、111），6輛1998年前城巴富豪B6LE巴士（VL1-VL6），以及3輛1998年手動變速箱的丹尼士飛鏢SLF（DN1-DN3）。
2013年12月，嶼巴向城巴購買了2輛丹尼士三叉戟12米雙層特低地台巴士，已於2014年投入服務。
2014年8月18日，宣佈招標購置8輛低地台雙層巴士，以取代8輛購自城巴二手冠忠丹尼士三叉戟12米雙層巴士，該合約由猛獅港澳區總代理合德汽車有限公司奪得，冠忠購入8輛12米猛獅ND323F。首輛巴士已於2015年7月3日經新加坡運抵香港；目前已出牌的巴士全數分配予母公司冠忠巴士。這批巴士車內配置大致與九龍巴士的猛獅A95 ND363F大致相同，惟首兩排座位則改設行李架而同時減去兩個企位，電子路線牌改用Amplus。首批7輛巴士於2015年8月出牌，部份車牌採用同集團旗下泰豐遊覽車已退役斯堪尼亞K113CRB單層客車，而客運營業證均取自已退役冠忠二手1998年丹尼士三叉戟12米。該批車主要作為屋邨巴士之用途，並會出租予商業機構接載僱員及提供合約租車。首批7部冠忠A95於2015年9月1日早上首航香港飛機工程（HAECO）員工接送巴士線，並於其後行走37線及37線早上特別車。其中一架猛獅A95（KU3998）於同年9月16日披上了慶祝冠忠巴士50週年的全車身廣告，車身上並首次出現冠忠巴士的吉祥物「冠忠仔」。
冠忠巴士現時合共購置了14輛ND363F、5輛ND323F，其中頭9輛ND363F供非專利車隊使用，取代8輛向城巴購入的丹尼士12米以及1輛猛獅24.310 12米，而5輛ND363F及5輛ND323F則撥給新大嶼山巴士。
2015年11月19日，嶼巴首架猛獅A95出牌，並獲編配車隊編號MD03。該批車輛除車身增加了「NLB」字樣外，其餘與冠忠巴士的猛獅A95相同。嶼巴母公司冠忠巴士集團於是增購了16輛猛獅A95，惟型號改為更大馬力的ND363F，車廂配置大致與首批猛獅A95 ND323F相同，但也有分別，此批次採用了Facelift車身及綠色配白色「N」字樣的新大嶼山巴士的新塗裝；電子路線牌轉用Hanover二極管（LED）橙色電子牌連「加長版」側牌及尾牌。裝有與利奧普蘭相似之軨蓋；全部巴士均採用荷蘭Ventura氣動門和採用美國鋁業（Alcoa）合金車輪；全部巴士都不設行李架，故下層右邊近落車門位置已重新安裝兩排座位，以及全部巴士座位均設有USB充電插座。
嶼巴母公司冠忠巴士集團於2017年增購了16輛猛獅A95 ND363F訂單後，該公司再動用購買權，透過冠忠增購27輛ND363F。除車身兩側不設樹擋外，其餘配置與MDR01-16完全相同。
2017至2018年，嶼巴訂購30輛歐盟5型雙層巴士，除16輛猛獅A95 ND363F（MDR01-16）外，還有14輛矮身版亞歷山大丹尼士Enviro 400 Euro V，作為日後梅窩至東涌市中心之3M線轉為全線雙層巴士行走時的車隊，車身長10.4米、高4.17米，闊2.53米，採用與新巴60輛同型號巴士類同的Facelift車身，其中一批車身編號獲編為H447。惟有關安排引起社會關注雙層巴士行走路窄多彎、陡峭的東涌道帶來的安全隱患。新巴士可接載88名乘客，上層設有47個座位，下層則可容納26人，企位為15名。預計2018年6月底至7月初抵港。首輛巴士於2018年8月1日出牌，車隊編號為AD01，重用了猛獅NL263（MN09）的車牌BM3218。
新大嶼山巴士於2018年引入全新的猛獅RR8單層巴士，新巴士配有馬來西亞Gemilang順豐客車廠的高地台車身，並首次在單層巴士上髹上新大嶼山巴士的新車隊塗裝。該巴士已於2018年11月18日抵港，估計新巴士將會取代配上亞洲Aero車身的猛獅A91單層巴士，接力為東涌道及嶼南路沿線居民服務,惟因運輸署禁止新大嶼山巴士擁有新登記的非低地台巴士而其後被人發現該車被髹上全白色車身，目前為冠利公司的錦繡花園路線的用車。
為配合車隊需求增加，新大嶼山巴士於2018年5月30日在報章刊登招標通告，中標者須提供5部不超過12米的3軸空調低地台雙層巴士，並會因動用購買權而增購最多10輛巴士，而巴士亦必須符合歐盟六型排放標準。標書最終由合德汽車有限公司投得，其中一輛巴士已於2019年2月12日晚上抵達香港貨櫃碼頭，並於翌日駛離。

### 現役車隊
| 型號                                           | 車隊編號                                                                   | 現役量 | 投入服務年份             | 車身                                        | 載客量                                    | 引擎                                                                                    | 波箱                                      | 備註 |
| ---------------------------------------------- | -------------------------------------------------------------------------- | ------ | ------------------------ | ------------------------------------------- | ----------------------------------------- | --------------------------------------------------------------------------------------- | ----------------------------------------- | --- |
| 猛獅 18.350 HOCL/R（A91）                      | MN18-MN19                                                                  | 2      | 2007                     | 亞洲Spacestar II（雙門版）                  | 65                                        | MAN D2066LUH-13 （歐盟四型）                                                            | Voith DIWA864.3E                          | MN15-MN17於2021年退役                                                                                                 |
| 猛獅 18.310 HOCL/R（A51）                      | - MN46、MN59-60、MN63-64、MN74                                             | 6      | 2007-2010                | - 亞洲Spacestar II - 亞洲Aero               | - 61 - 63                                 | MAN D2866LOH28 （歐盟三型）                                                             | - Voith DIWA864.5 （四前速）              | MN72於2016年焚毀退役，MN21、22、26於2015年退役，MN41、42、47、51-58於2016年退役，MN50、61、65、66、70、71於2021年退役 |
| 猛獅 NL273/R                                   | MN30、MN32-34、MN36                                                        | 5      | 2008                     | 順豐                                        | 75                                        | MAN D2066LUH-21 （歐盟四型）                                                            | Voith DIWA864.5D4                         | MN39於2019年10月退役，MN31、35、37、38於2020年退役                                                                    |
| 青年 JNP6122GR1                                | YM01-YM24                                                                  | 24     | 2010-2013                | 青年City New Liner Series                   | 73                                        | MAN D2066LUH-32 （歐盟五型）                                                            | - Voith DIWA864.5D4 - ZF Ecolife 6AP1700B | |
| 猛獅 18.360 HOCL/R（A91/R33）                  | - MN79-MN91、MN96-MN108、MN111-MN112、MN118-119 - MN109-MN110、MN113-MN117 | 37     | 2013-2017                | 亞洲Aero                                    | - 63 - 67                                 | - MAN D2066LUH-13 （歐盟四型）（MN86-91） - MAN D2066LUH-23 （歐盟五型）                | Voith DIWA864.5 （四前速）                | [ 15 ] |
| 猛獅 ND363F 12米（A95）                        | ---                                                                        | 9      | 2015                     | 順豐                                        | 127                                       | MAN D2066 LUH32 （歐盟五型 EEV）                                                        | ZF EcoLife 6AP2000B                       | 設有行李架，為冠忠巴士支援車，主要用以行走36/37/37M/38/38X及深圳灣路線。                                              |
| 猛獅 ND323F 12米（A95）                        | - MD01-02 - MD04-10                                                        | 9      | 2015-2016                | 順豐Lion's City DD                          | 127                                       | MAN D2066 LUH32 （歐盟五型 EEV）                                                        | ZF EcoLife 6AP2000B                       | 設有行李架，主要用以行走36/37/37M/38/38X及深圳灣路線。                                                                |
| 猛獅 ND363F 12米（A95）                        | MD03                                                                       | 1      | 2015                     | 順豐Lion's City DD                          | 127                                       | MAN D2066 LUH33 （歐盟五型 EEV）                                                        | ZF EcoLife 6AP2000B                       | 設有行李架，主要用以行走36/37/37M/38/38X及深圳灣路線。                                                                |
| 猛獅 ND363F 12米（A95）                        | - MDR01-16                                                                 | 16     | 2018-                    | 順豐Lion's City DD                          | 130                                       | MAN D2066 LUH33 （歐盟五型 EEV）                                                        | ZF EcoLife 6AP2000B                       | 設有行李架，主要用以行走36/37/37M/38/38X/39M及深圳灣路線。                                                            |
| 猛獅 ND363F 12米（A95）                        | - MDR17-29                                                                 | 13     | 2018-                    | 順豐Lion's City DD                          | 130                                       | MAN D2066 LUH33 （歐盟五型 EEV）                                                        | ZF EcoLife 6AP2000B                       | 設有行李架，主要用以行走36/37/37M/38/38X/39M、B4/B6以及深圳灣路線。                                                   |
| 猛獅 ND363F 12米（A95）                        | - MDR30-34                                                                 | 5      | 2019-                    | 順豐Lion's City DD                          | 130                                       | MAN D2066 LUH59 （歐盟六型 EEV）                                                        | ZF EcoLife 6AP2000B                       | 設有行李架，主要用以行走36/37/37M/38/38X/39M、B4/B6以及深圳灣路線。                                                   |
| 猛獅 LE 19.320（RC2）                          | MN92-MN95                                                                  | 4      | 2015                     | 順豐                                        | 67                                        | MAN D2066 LUH32 （歐盟五型 EEV）                                                        | Voith DIWA864.5D4                         | |
| 比亞迪 K9R 11.6米                              | BE01-BE02                                                                  | 2      | 2018                     | 比亞迪                                      | 71                                        | BYD-2912TZ-XY-A                                                                         | 電池: 鏻酸鐵錳鋰電池                      | 新大嶼山巴士首款單層電動巴士，主要作後備用途，較常支援37/38/38X/N38線。                                               |
| 比亞迪 K9RB 11.6米                             | BE03-BE04                                                                  | 2      | 2022                     | 比亞迪                                      | 61                                        | BYD-2912TZ-XY-A                                                                         | 電池: 鏻酸鐵錳鋰電池                      | 車廂設有行李架，主要行走B2線。                                                                                        |
| 亞歷山大丹尼士Enviro 400 Euro V 10.4米空調巴士 | AD01-AD14                                                                  | 14     | 2018                     | Alexander Dennis Enviro 400 Euro V Facelift | 修改座位排佈前：90人 修改座位排佈後：88人 | Cummins ISL8.9E5320B（歐盟五型）                                                        | Voith DIWA 864.5 D4                       | 3M轉為全線雙層巴士的車隊                                                                                              |
| 豐田 Coaster XZB59R                            | TCM01-TCM03                                                                | 3      | 2021、2023（2015年出廠） | 荒川                                        | - 28                                      | Hino NO4C-UH(Euro 5)                                                                    | Toyota                                    | 於2015年投入服務，於2021年3月及2023年7月從冠忠巴士調入，主要用以行走34線。                                            |
| 猛獅 ND363F 11.7米（A95）                      | MDRS01                                                                     | 1      | 2023                     | 順豐Lion's City DD                          | 122                                       | MAN D2066 LUH59 （歐盟六型）                                                            | ZF EcoLife 6AP2000B                       | 設有行李架，主要用以行走3M/4/36/36X/37/37M/37P/38/38X/39M及深圳灣路線。                                               |
| 猛獅 ND363F 11.7米（A95）                      | MDRS02-12                                                                  | 9      | 2024                     | 順豐Lion's City DD                          | 122                                       | - MAN D2066 LUH58 （歐盟六型）（MDRS11-12） - MAN D2066 LUH65 （歐盟六型）（MDRS02-12） | ZF EcoLife 6AP2000B                       | 設有行李架。 |

### 退役車隊
| 型號                | 車隊編號                                                                                          | 總數 | 投入服務年份              | 退役年份      | 車身                                                           | 載客量                   | 引擎                                                                 | 波箱                         | 備註 |
| ------------------- | ------------------------------------------------------------------------------------------------- | ---- | ------------------------- | ------------- | -------------------------------------------------------------- | ------------------------ | -------------------------------------------------------------------- | ---------------------------- | --- |
| 佳牌 阿拉伯UF型     |                                                                                                   | 1    | 1973                      | 1973          | 金屬部件                                                       | 70                       | Gardner 6HLW                                                         | Guy手動先選式波箱            | 聯德巴士公司於1971年從中巴購入；巴士原於1956年投入服務。                                                     |
| 摩利士              | ---                                                                                               | 2    | 1973                      | 不詳          | 新昌                                                           | 54                       | BMC Diesel 5657cc                                                    | BMC                          | 巴士原於1965年出廠。                                                                                         |
| 百福 SB             | ---                                                                                               | 1    | 1973                      | 不詳          | 新昌                                                           | 59                       | Bedford 330                                                          | 不詳                         | 巴士原於1966年出廠。                                                                                         |
| 金馬 RG13           | CLS1-CLS2（大部分不帶編號）                                                                       | 6    | 1973                      | 1980-1989     | 新昌                                                           | - 41 - 43                | Perkins 354                                                          | 四前速手動波箱               | 巴士原於1968至1971年出廠；其中2輛巴士退役後被改裝為工程車輛。                                                |
| 柯士甸              | ---                                                                                               | 2    | 1973                      | 不詳          | 新昌                                                           | - 57 - 44                | BMC Diesel 5103cc                                                    | BMC                          | 巴士原於1968至1971年出廠；其中一輛(車牌AP2031)為1973年新大嶼山巴士墮崖事故肇事巴士。                         |
| 福特                | ---                                                                                               | 3    | 1973                      | 1978          | 新昌                                                           | 36                       | - Ford Diesel 5408cc - Ford Diesel 3933cc                            | Ford                         | 巴士原於1969年出廠；其中2輛為空調巴士。                                                                      |
| 金馬 Walk-Thru KC30 | CSS1（大部分不帶編號）                                                                            | 17   | 1973                      | 1978-1989     | 新昌                                                           | - 24 - 25                | - Commer Diesel 2260cc - Commer Diesel 2611cc - Commer Diesel 3330cc | Commer                       | 巴士原於1969至1972年出廠。                                                                                   |
| 亞比安 Nimbus NS3N  | ---                                                                                               | 2    | 1973                      | 1973          | Harrington                                                     | 40                       | 不詳                                                                 | 不詳                         | 聯德巴士公司於1972年從英國購入；嶼巴購入後只作貨倉之用。                                                     |
| 金馬 RG13           | CLS3-CLS11（部分不帶編號）                                                                        | 12   | 1973-1975                 | 1987-1992     | 新昌                                                           | 46                       | Perkins 354                                                          | 四前速手動波箱               | |
| 花高 RG13           | FLS1-FLS4                                                                                         | 4    | 1976                      | 不詳          | 新昌                                                           | 46                       | Perkins T354                                                         | 四前速手動波箱               | |
| 花高 RG15           | FLS5-FLS6（部分不帶編號）                                                                         | 4    | 1977                      | 1987-1992     | - 新昌 - 捷聯JL-B                                              | 53                       | Perkins 354                                                          | 四前速手動波箱               | FLS5及FLS6於1986年重建為捷聯車身。                                                                           |
| 道濟 RG15           | DLS1-DLS11（部分不帶編號）                                                                        | 12   | 1977-1979                 | 1987-1992     | 新昌                                                           | 53                       | Perkins 354                                                          | 四前速手動波箱               | DLS1退役後被改裝為鋸樹車。                                                                                   |
| 道濟 Walk-Thru KC40 | DSS1-DSS3                                                                                         | 3    | 1979                      | 1992          | 新昌                                                           | 33                       | Dodge Diesel 3330cc                                                  | Dodge                        | |
| 利蘭 勝利二型       | LD1-LD15                                                                                          | 15   | 1980-1991                 | 1993-1997     | - 亞歷山大LB型 - 亞歷山大CB型 - 亞歷山大KB型                   | 120                      | Gardner 6LXB                                                         | Voith DIWA851                | [ 20 ] |
| 五十鈴 JCR460ZZ     | ILS1-ILS5                                                                                         | 5    | 1985-1986                 | 1996          | 捷聯JL-B                                                       | 56                       | Isuzu 6BD1                                                           | Isuzu MBG5B （五前速手動波） | ILS4退役後被改裝為鋸樹車；ILS1、ILS2及ILS5退役後則被運到赤鱲角機場工地。                                     |
| 五十鈴 MT112K       | ILS6-ILS44                                                                                        | 39   | 1987-1991                 | 1997-2005     | - 捷聯JL-B - 捷聯JL-C - 捷聯JL-02                              | - 56 - 63 - 48 - 60 - 61 | Isuzu 6BG1                                                           | Isuzu MBG5B （五前速手動波） | ILS15於1992年發生交通意外，其後被重建為JL-02車身。該批車原本無空調設備的，後來部分車輛加設空調系統(藍色塗裝) |
| 五十鈴 MT112L       | ILS45-ILS74                                                                                       | 30   | 1992-1995                 | 2005-2006     | 捷聯JL-02                                                      | 61                       | Isuzu 6BG1                                                           | Isuzu MBG5B （五前速手動波） | |
| 平治 OH1421L        | ---                                                                                               | 5    | 1997                      | 2001          | Delta Automotive                                               | 45                       | Mercedes-Benz O.328EC                                                | 不詳                         | 於2001年9月調到冠忠巴士。                                                                                    |
| 三菱 Rosa BE439F    | MS1-MS4                                                                                           | 4    | 1997年(1990年-1991年出廠) | 2000          | 三菱扶桑                                                       | 24                       | Mitsubishi 4D31                                                      |                              | 於1997年從冠忠巴士調入，用以行走34線；巴士原於1990-1991年投入服務。                                          |
| 三菱 Rosa BE437F    | MS5-MS7                                                                                           | 3    | 2001年(1996年出廠)        | 2005          | 三菱扶桑                                                       | 24                       | Mitsubishi 4D33                                                      |                              | 於2001年從冠忠巴士調入，用以行走34線；巴士原於1996年投入服務。                                               |
| 三菱 Rosa BE649J    | MS8-MS10                                                                                          | 3    | 2005(2001年出廠)          | 2012          | 三菱扶桑                                                       | 29                       | Mitsubishi 4D34                                                      | Allison AT545                | 於2005年5月從冠忠巴士調入，用以行走34線。                                                                    |
| 三菱 Rosa BE63DJ    | MS11-12、14-16                                                                                    | 5    | 2012(2009年出廠)          | 2017、2021    | 三菱扶桑                                                       | 29                       | Mitsubishi 4M50                                                      | Allison AT545                | 從冠忠巴士調入，用以行走34線。                                                                               |
| 三菱 Rosa BE641J    | MS13                                                                                              | 1    | 2015（2013年出廠）        | 2023          | 三菱扶桑                                                       | 30                       | Mitsubishi 4P10（歐盟五型）                                          | Dounic（6前速）              | 於2015年8、9月從冠忠巴士調入，主要用以行走34線及37H線。                                                      |
| 豐田 Coaster JT743  | TY1-TY2（大部分不帶編號）                                                                         | 5    | 1997-2001                 | 2001、2009    | 荒川                                                           | - 20 - 19                | Toyota                                                               | Toyota                       | 三輛不帶編號巴士於2001年從冠忠巴士租用，用以支援A35線，並於同年歸還。                                        |
| 丹尼士 飛鏢SLF      | DN1-DN3                                                                                           | 3    | 1998                      | 2010-2011     | Plaxton Pointer                                                | 63                       | Cummins 6BT                                                          | Eaton 4106A （六前速手動波） | |
| 五十鈴 LT132L       | - ILS75-ILS95 - ILS103 - ILS104 - ILS106 - ILS107 - ILS109-ILS111 - ILS113-ILS125 - ILS131-ILS135 | 46   | 1998-2005                 | 2008-2010     | - 亞洲1997 - 亞洲1995 Facelift - 亞洲M - 中港CK1995 - 新亞1997 | - 45 - 59 - 66           | Isuzu 6HE1-TC                                                        | Isuzu MLD7Q （七前速手動波） | [ 21 ] |
| 猛獅 24.310         | ---                                                                                               | 1    | 2000                      | 2015          | Berkhof                                                        | 122                      | MAN D2866LOH （歐盟二型）                                            | ZF 5HP600                    | 為冠忠巴士支援車。                                                                                           |
| 五十鈴 LT133L       | - ILS96-ILS102 - ILS105 - ILS108 - ILS112                                                         | 10   | 2001-2003                 | 2007          | - 亞洲1994 - 捷聯JL-03                                         | 66                       | Isuzu 6HH1                                                           | Isuzu MLD6A （六前速手動波） | 於2001年及2003年從冠忠巴士調入；巴士原於1995-1996年投入服務；ILS96-ILS101於2007年12月調到冠忠巴士。          |
| 猛獅 NL262/R        | MN10-MN14                                                                                         | 5    | 2004                      | 2012-2013     | MAN                                                            | 69                       | MAN D2866LUH-22 （歐盟二型）                                         | Voith DIWA851.3              | 於2004年6月從城巴購入（原車隊編號為1576-1580）；巴士原於1998年投入服務。                                     |
| 富豪 B6LE           | VL01-VL06                                                                                         | 6    | 2007                      | 2010-2011     | 捷聯                                                           | 52                       | Volvo D6A-210                                                        | ZF 4HP500                    | 於2007年5月從城巴購入（原車隊編號為1335-1339及1350）；巴士原於1998年投入服務。                               |
| 五十鈴 JALLV423R    | - ILS126-ILS130 - ILS136-ILS139                                                                   | 9    | 2006-2009                 | - 2013 - 2015 | - 亞洲4E III - 亞洲Spacestar II                                | - 67 - 59                | Isuzu 6SD1-TC （歐盟三型）                                           | Isuzu MLD7Q （七前速手動波） | [ 22 ] |
| 丹尼士 三叉戟12米   | ---                                                                                               | 8    | 2014                      | 2015          | 都普金屬 DM5000                                                | 109                      | Cummins M11-305E21                                                   | ZF 5HP590                    | 為冠忠巴士支援車，2015年被新購置的猛獅A95雙層巴士取代。                                                      |
| 丹尼士 三叉戟12米   | DN4-DN5                                                                                           | 2    | 2014                      | 2016          | 都普金屬 DM5000                                                | 109                      | Cummins M11-305E21 （歐盟二型）                                      | ZF 5HP590                    | 於2013年12月從城巴購入（原車隊編號為2118及2120）；巴士原於1998年投入服務。                                   |
| 猛獅 NL263/R        | MN01-MN09                                                                                         | 9    | 2003                      | 2018          | Salvador Caetano City Gold 2K                                  | 68                       | MAN D2866LUH-23 （歐盟三型）                                         | ZF 5HP502                    | MN01於2018年1月退役                                                                                          |

## 巴士車廠
現時嶼巴共有設有三間車廠，分別是梅窩車廠、小蠔灣車廠及天水圍車廠。其中位於恒安停車場的天水圍車廠設於私人停車場，以便管理車輛。
而於1991年梅窩車廠啟用前，嶼巴舊車廠則設於貝澳—一個位於嶼南道旁的小型車廠。
梅窩車廠獲運輸署授權檢驗大嶼山的士。

## 爭議事件
2020年3月新冠肺炎期間，新大嶼山巴士公司在未有向運輸署申請下，偷步削減7條路線班次，署方已向公司發出警告，並會跟進投訴。

## 參閱
- 香港巴士
- 香港交通

## 相關網站
- 新大嶼山巴士官方網站 （页面存档备份，存于）